# Ingreso Solidario
El Programa Ingreso Solidario fue un apoyo económico del Gobierno nacional colombiano destinado a los hogares en condición de pobreza, pobreza extrema y vulnerabilidad económica que no son beneficiarios de otros programas de transferencias monetarias del Estado como Familias en Acción, Jóvenes en Acción, Colombia Mayor y Compensación del IVA, y tiene por objetivo mitigar los impactos económicos derivados de la emergencia causada por el COVID-19 sobre esta población.

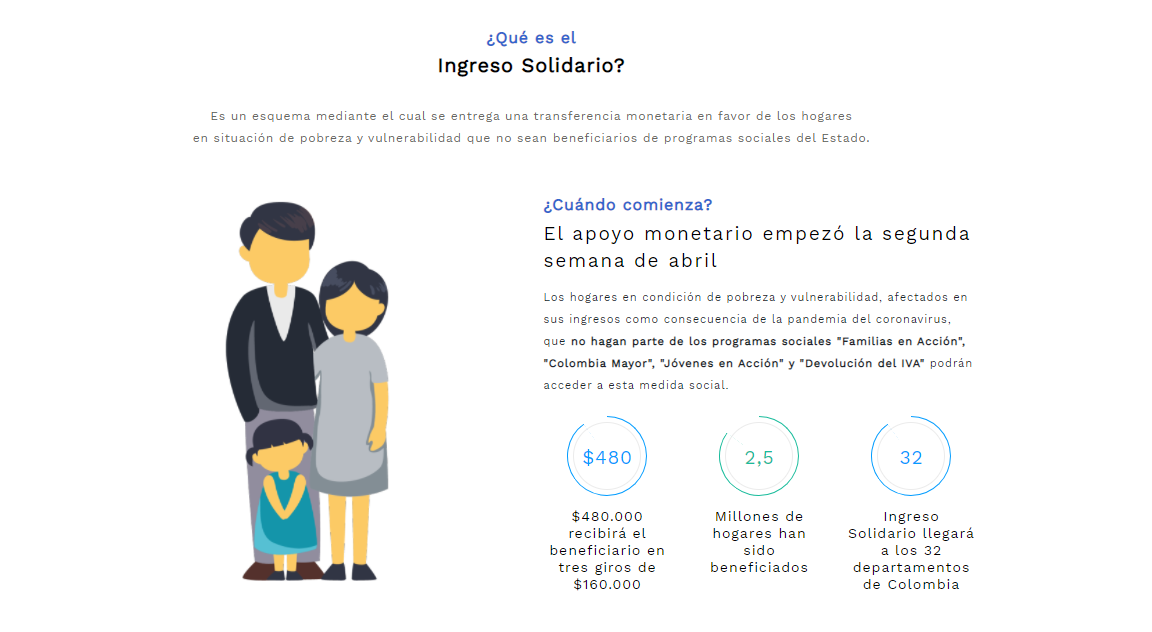
Es un esquema mediante el cual se entrega una transferencia monetaria en favor de los hogares

El programa consistió en una transferencia monetaria no condicionada, directa y periódica que entrega $160.000 mensuales a los hogares que han visto afectados sus ingresos como consecuencia de la pandemia.
El Ingreso Solidario fue diseñado y puesto en marcha en tiempo récord por el Departamento Nacional de Planeación (DNP) durante la dirección de Luis Alberto Rodríguez en el gobierno de Iván Duque Márquez.

## Reseña
El Programa Ingreso Solidario, creado en Colombia en el gobierno del presidente Iván Duque Márquez, mediante el Decreto 518 de 2020 por el Departamento Nacional de Planeación (DNP), durante la dirección de Luis Alberto Rodríguez, es un esquema mediante el cual se entrega una transferencia monetaria no condicionada que tiene por objeto mitigar los impactos socioeconómicos de la emergencia del COVID-19 en favor de tres millones de hogares en situación de pobreza, pobreza externa y vulnerabilidad, que en la actualidad no son beneficiarios de otros programas sociales ofrecidos por el Estado como Familias en Acción, Colombia Mayor, Jóvenes en Acción o Devolución del IVA, y que han visto afectados sus ingresos como consecuencia de la pandemia del coronavirus. 
A través de la Resolución 1093 de 2020 se definieron los beneficiarios del programa a partir de una Base Maestra de Información construida con datos del Sisbén y de los registros del Departamento Administrativo para la Prosperidad Social, del Ministerio del Trabajo, del Ministerio de Salud y Protección Social y del Ministerio de Hacienda y Crédito Público. Se estipuló, además, que el Departamento Nacional de Planeación tendría la facultad de administrar y actualizar el listado de beneficiarios en respuesta a novedades. Por otra parte, esta Resolución definió el Manual Operativo del programa, que fue administrado por el DNP y adoptado por las entidades del Estado competentes para administrar la transferencia no condicionada.
El Ingreso Solidario fue puesto en marcha el 7 de abril de 2020 y consistió, inicialmente, en una primera transferencia por $160.000 durante abril del mismo año y, una segunda, por $80.000 durante mayo para los hogares beneficiarios.
No obstante, dada la magnitud de los efectos del COVID-19 sobre la economía colombiana y la extensión del aislamiento preventivo obligatorio, el Gobierno anunció, el 4 de mayo de 2020, un aumento a $160.000 en el segundo giro del programa, lo que significó que los hogares beneficiarios pasarían de recibir la suma de $240.000 a la de $320.000. Sumado a ello, el 22 de mayo de 2020, el Gobierno nacional anunció un tercer giro de $160.000; por lo que, a junio de 2020, el total recibido por los hogares beneficiarios fue de $480.000.

## Extensión de Ingreso Solidario
Dada la magnitud de los efectos del COVID-19 sobre la economía colombiana y la extensión del aislamiento preventivo obligatorio, el Gobierno anunció, el 4 de mayo de 2020, un aumento a $160.000 en el segundo giro del programa, lo que significó que los hogares beneficiarios pasarían de recibir la suma de $240.000 a la de $320.000. Sumado a ello, el 22 de mayo de 2020, el Gobierno nacional anunció un tercer giro de $160.000; por lo que, a junio de 2020, el total recibido por los hogares beneficiarios fue de $480.000.
Con miras a brindar una mayor asistencia social a los hogares más vulnerables y dado que las consecuencias adversas de la pandemia seguían latentes, el Gobierno nacional anunció una nueva extensión, esta vez hasta diciembre de 2020, lo que significó seis giros adicionales por un total de $960.000 durante el segundo semestre del año. 
Desde el inicio de la pandemia y hasta julio de 2021— desde el 4 de julio de 2020 el programa pasó a ser administrado por el Departamento Administrativo para la Prosperidad Social—, las familias más vulnerables se han visto beneficiadas con un incentivo que asciende a los dos millones de pesos por cuenta de 16 giros del Ingreso Solidario; por el momento, se espera que el programa se mantenga, por lo menos, hasta agosto de 2021; sin embargo, una de las propuestas incluidas en el Proyecto de Inversión Social presentado por el Ministerio de Hacienda y Crédito Público y que será radicado ante el Congreso de la República el próximo 20 de julio, es que este programa se convierta en una política pública estructural de lucha contra la pobreza, de carácter permanente y complementaria a otros programas de transferencias monetarias que actualmente ofrece el Estado. 
Los pagos del Ingreso Solidario se realizan a través de dos mecanismos: para los beneficiarios bancarizados, a través de su entidad financiera que realiza el abono a su cuenta; y para los beneficiarios no bancarizados, a quienes se les realiza la apertura de una cuenta a través de las diferentes entidades financieras por medio de su celular, mediante un proceso simplificado y digital. 
En el programa se estableció un canal oficial de comunicación a través de los números celulares de los beneficiarios, a través de los cuales, estos reciben un mensaje de texto en el que se les confirma la disponibilidad de su incentivo.

## Ingreso Solidario: reducción en impactos económicos en pandemia
Una de las principales apuestas del Gobierno nacional con este tipo de iniciativas de asistencia social es hacerles frente a los altos niveles de pobreza que afronta el país, que se vieron especialmente afectados por los impactos de la pandemia. Muestra de la efectividad de los programas es, por ejemplo, que según estimaciones, de no haberse implementado medidas para mitigar los efectos socioeconómicos del COVID-19, como el Ingreso Solidario, la incidencia de la pobreza monetaria hubiera sido mayor al 42,5 % registrado para 2020. En este sentido, según cálculos del Banco Mundial y del Departamento Nacional de Planeación, la pobreza habría alcanzado el 44,6 %.
Este programa es uno de los referentes de ayuda social más sobresalientes de Latinoamérica, según un informe de evaluación de impacto desarrollado por Banco Interamericano de Desarrollo (BID) en alianza con el DNP, pues hizo posible que los hogares que nunca habían recibido una transferencia monetaria del Estado recibieran un apoyo para mitigar los efectos de la pandemia, atenuando con ello los efectos nocivos sobre la caída de sus ingresos y sobre la pérdida de empleo, incentivando el consumo, principalmente en salud, educación, material escolar y artículos de aseo, y fomentando la bancarización. 
Adicionalmente, el Programa para las Naciones Unidas (PNUD) en Colombia, resaltó que políticas como el Ingreso Solidario y las demás implementadas por el Gobierno, contuvieron la transición de pobreza relativa en 4 puntos porcentuales y de pobreza extrema en casi 5 puntos porcentuales y recalcó la importancia de mantener los programas sociales para acompañar el proceso de recuperación económica. 
Al respecto, Alejandro Pacheco, representante del PNUD en Colombia, recalcó la importancia de la continuidad de los programas sociales del Gobierno para el país, afirmando que “hay que mantener estos programas, realmente si estamos viendo que las proyecciones son de recuperación económica, no todos los actores están en las mismas condiciones para salir adelante para salir adelante”
Por su parte, la Organización para la Cooperación y el Desarrollo Económicos (OCDE) destacó el trabajo de la nación con el apoyo brindado a la población más vulnerable con el programa Ingreso Solidario y mencionó como beneficio adicional el impulso de la inclusión financiera en el país. Ángel Gurría, Secretario General de la OCDE aseguró que “Colombia ha estrechado sus lazos con la OCDE; incluso en el difícil contexto del COVID-19, Colombia ha sido un ejemplo a seguir. El país ha abordado la pandemia y la crisis económica y social que vino con la pandemia de manera innovadora y proactiva”